# Захаров, Иван Егорович

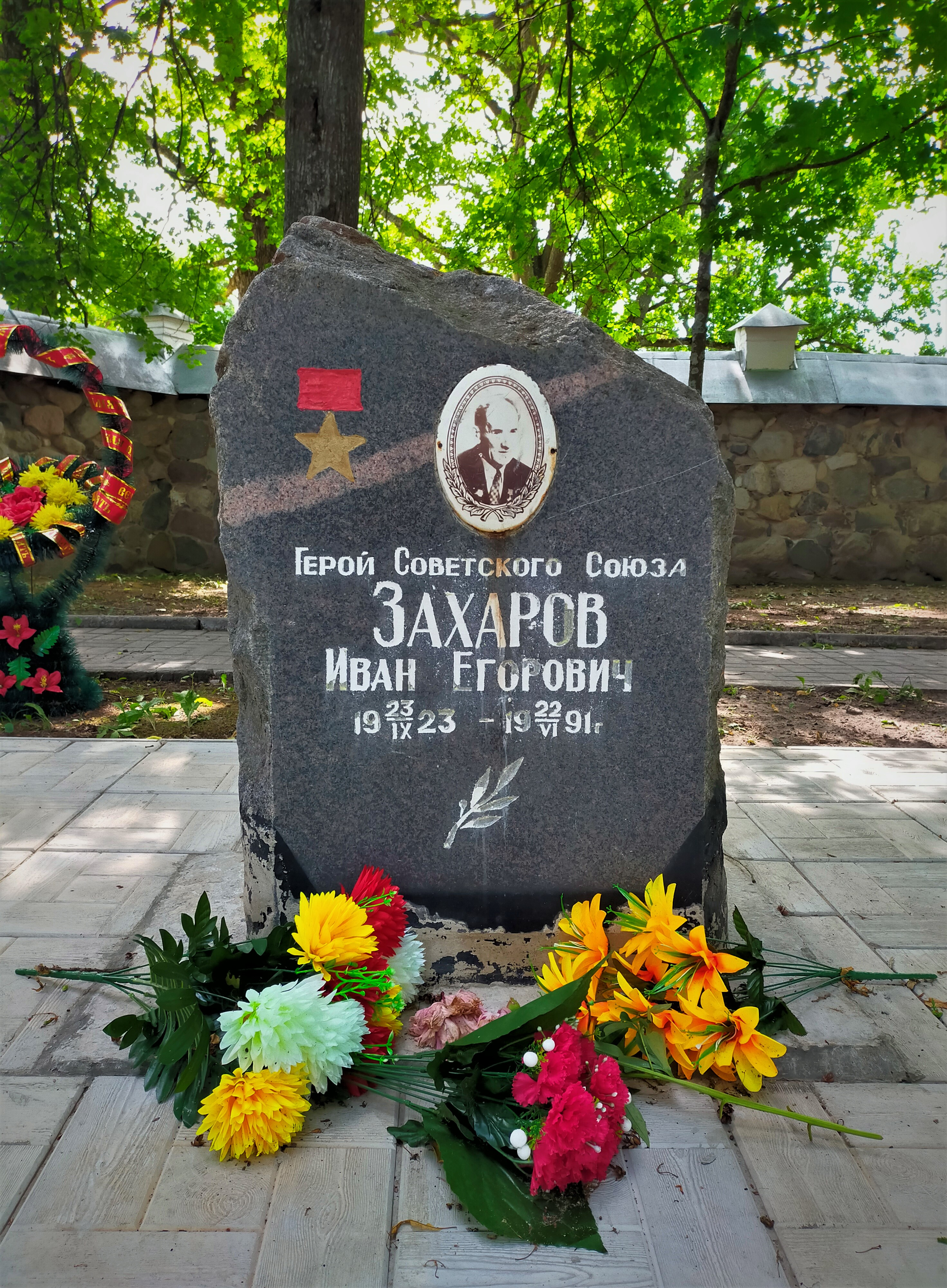
Могила И. Е. Захарова у стен Святогорского монастыря

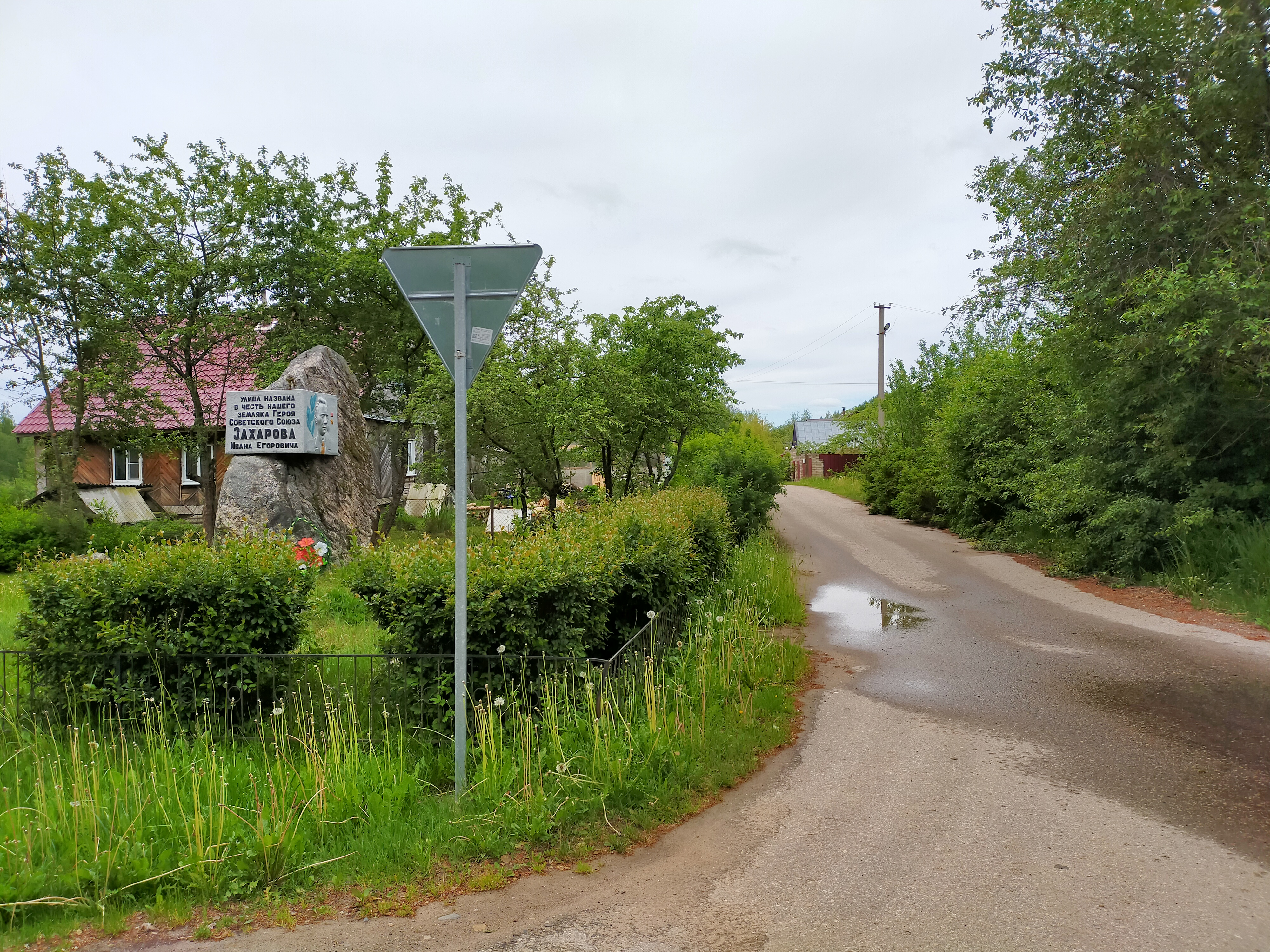
Памятный знак о названии улицы в честь И. Е. Захарова в деревне Кошкино

Иван Егорович Захаров (1923—1991) — красноармеец Рабоче-крестьянской Красной Армии, участник Великой Отечественной войны, Герой Советского Союза (1945).

## Биография
Иван Захаров родился 23 сентября 1923 года в деревне Марково (ныне — Пушкиногорский район, Псковская область). Окончил школу фабрично-заводского ученичества. В июле 1941 года Захаров был призван на службу в Рабоче-крестьянскую Красную Армию. В одном из боёв получил лёгкое ранение. К апрелю 1945 года красноармеец Иван Захаров был понтонёром 2-го батальона 4-го моторизованного понтонно-мостового полка 47-й армии 1-го Белорусского фронта. Отличился во время форсирования Одера.
Выполняя приказ командования по возведению деревянного моста в районе польского населённого пункта Цзелин и понтонного моста у населённого пункта Блессин, под вражеским огнём и авианалётами Захаров, действуя в составе расчёта, за десять дней забил 34 сваи, уложил и закрепил 5 насадок, 40 прогонов и настилов, разгрузил 10 автомашин с имуществом и ночью переправил его через Одер, а затем собрал четыре мостовые конструкции. Когда в результате артиллерийского обстрела был разбит паром, Захаров с группой бойцов совершил три рейса, переправив для продолжения строительства 17 прогонов, 15 ригелей и настилов. 12 и 13 апреля Захаров переправлял якоря и бухты. Благодаря его действиям были удержаны паромы в линии моста, что способствовало успешной переправе советских частей через Одер.
Указом Президиума Верховного Совета СССР от 31 мая 1945 года, за «мужество, героизм и отвагу, проявленные на фронте борьбы с немецкими захватчиками» красноармеец Иван Захаров был удостоен высокого звания Героя Советского Союза с вручением ордена Ленина и медали «Золотая Звезда» за номером 8015.
После окончания войны Захаров был демобилизован. Вернулся на родину, работал в совхозе. Скончался 22 июня 1991 года, в день пятидесятилетия начала Великой Отечественной войны; похоронен в Пушкинских Горах.
Был также награждён орденами Отечественной войны 1-й степени и Красной Звезды, рядом медалей.